# ویولتا فراری
ویولتا فراری (مجاری: Violetta Ferrari) بازیگر اهل مجارستان است.